# Illa Air Force
L'illa Air Force (en anglès Air Force Island) és una de les illes que formen part de l'Arxipèlag Àrtic Canadenc. Es troba a la conca de Foxe, uns 20 km al davant de la costa sud-oest de l'illa de Baffin. Uns 12 quilòmetres a l'oest hi ha l'illa del Príncep Carles i una mica més al nord l'illa Foley. La seva superfície oscil·la entre 1.510 km² i 1.720 km² segons les fonts, i està deshabitada. La seva altura màxima és de tan sols 91 metres i la seva costa té un perímetre de 192 quilòmetres.
Administrativament forma part de la Regió de Qikiqtaaluk, dins el territori de Nunavut, Canadà.

## Història

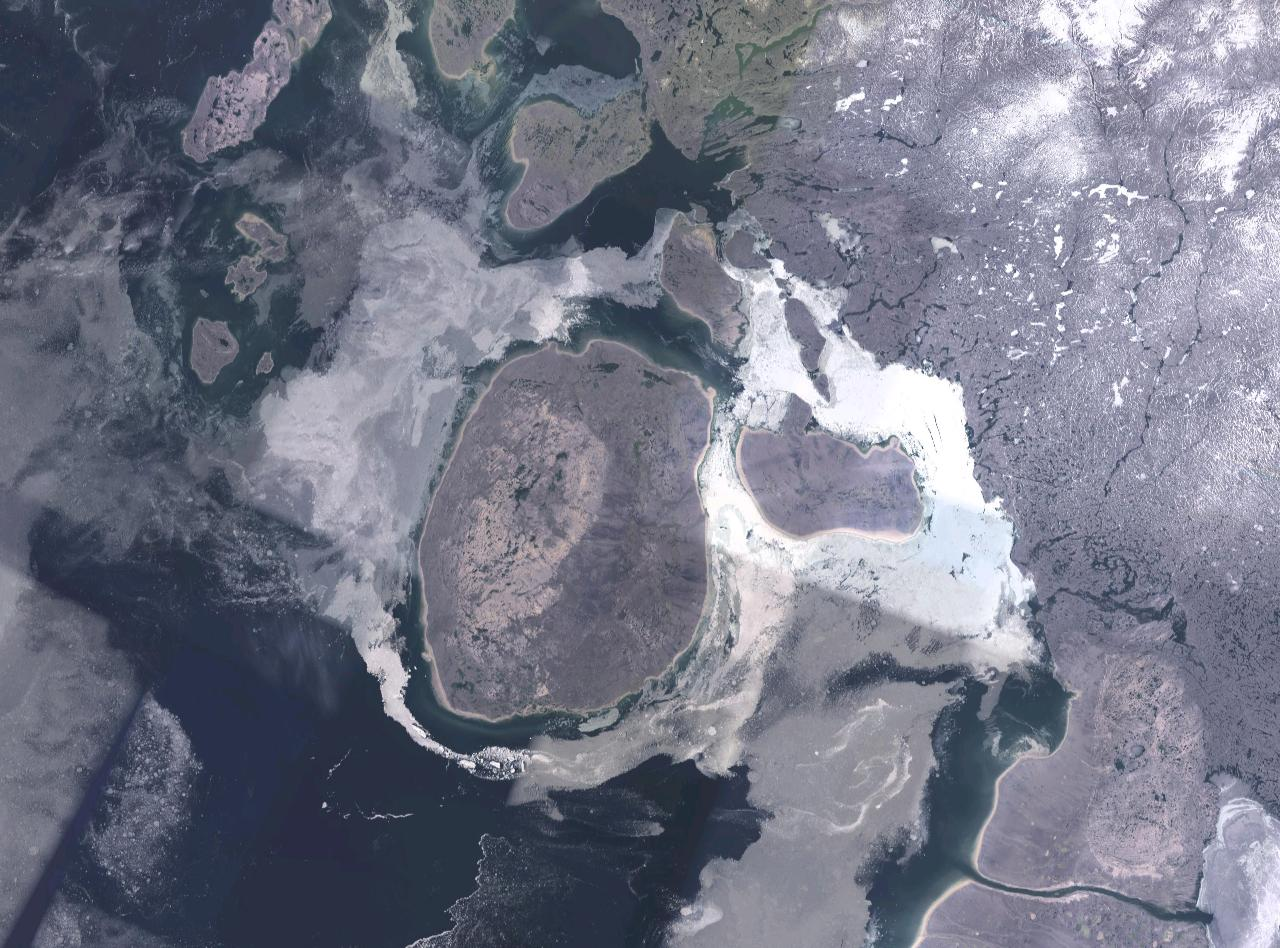
Imatge de la NASA de l'illa del Príncep Carles (centre) i l'illa Air Force (dreta).

Possiblement els inuit d'Igloolik i Sanirajak tenien coneixement de l'existència de l'illa en temps històrics, però no es van molestar a posar-li un nom perquè era una zona de caça de poca importància.
Es va tenir coneixement de la seva existència per primera vegada el 1948 —de la mateixa manera com algunes de les seves illes veïnes del Príncep Carles i Foley— en un vol d'un Avro Lancaster de la Royal Canadian Air Force (RFAC), pel membre de la tripulació, Albert-Ernest Tomkinson. L'illa ser batejada amb aquest nom en reconeixement del paper de la RFAC en el descobriment de les illes de l'Àrtida canadenca.